# Ganga occidentali

Localizzazione dell'area governata della dinastia Ganga occidentale.

I Ganga occidentali (350 - 1000) (Kannada: ಪಶ್ಚಿಮ ಗಂಗ ಸಂಸ್ಥಾನ) furono un'importante e antica dinastia regnante nelle regioni dell'odierno Karnataka nell'India meridionale. Sono noti come Ganga occidentali per distinguerli dai Ganga orientali che nei secoli successivi avrebbero governato nelle regioni dell'attuale Orissa. Si fa risalire la nascita di questa dinastia con l'affermazione del clan susseguente all'indebolimento dell'Impero Pallava, un evento geo-politico attribuito alle conquiste di Samudragupta. La dinastia governò inizialmente dalla città di Kolar e trasferì poi la capitale a Talakad sulle rive del fiume Kaveri nell'odienro distretto di Mysore.